# Амен-брейк
А́мен-брейк (англ. Amen break) — барабанная сбивка, написанная Грегори Коулмэном. Прозвучала в композиции «Amen, Brother», изданной в 1969 году, впоследствии часто использовалась в виде семпла в хип-хопе и драм-н-бейсе и является главной фишкой жанра Breakcore.

## Описание
Барабанное соло длительностью 5,20 секунды, состоящее из 4 тактов семплировано из песни «Amen, Brother» выпущенной в 60-х годах группой The Winstons. Песня является ускоренной инструментальной переделкой старой госпел-музыки. Версия The Winstons была опубликована на стороне B EP «Color Him Father» в 1969 году на лейбле Metromedia и сейчас доступна на 12" пластинке вместе с другими песнями The Winstons. Амен часто использовался в ранних хип-хоп треках и семплированной музыке, и является основой для многих драм-н-бейс треков.

## Отчисления
Как и у многих других семплов, история с авторскими правами очень сложная. Ни барабанщику Грегори Коулмэну, ни правообладателю Ричарду Спенсеру, обладателю награды Грэмми и создателю хита «Color Him Father», авторские отчисления за использование семплов не производились.
В конце 2015 года в знак благодарности британские меломаны собрали 24 тысячи фунтов стерлингов, чек на которые был вручён  Ричарду Спенсеру (непосредственный автор сэмплируемого фрагмента Коулмен умер в 2006 году).